# Кампанино (Авелино)
Кампанино је насеље у Италији у округу Авелино, региону Кампанија.
Према процени из 2011. у насељу је живело 271 становника. Насеље се налази на надморској висини од 278 м.